# Gonzalo Portals
Gonzalo Ignacio Portals Zubiate (Lima, 2 de julio de 1961 - 7 de junio de 2023) fue un poeta y narrador peruano.

## Biografía
Publicó diversos libros de creación literaria y ensayos sobre literatura fantástica y de horror. Falleció el 7 de junio del 2023.

## Premios y distinciones
Entre otros, ganó los siguientes premios y distinciones: 
- Premio de Novela Corta Julio Ramón Ribeyro (2020)
- Premio Copé de Poesía (1993)
- Tercer lugar del Premio Copé de Narrativa (1992)

## Obra publicada
- Piedecuesta, Lima, 1994;
- Confirmaciones de un descreído, Lima, Editorial de Mar, 1995;
- Astro regente--luna, Gaviota Azul Editores, 1996;
- Itinerario del cuerpo, LB Editores, 1998;
- El designio de la luz, Lima, Fondo de Fuego, 1999;
- Por la Boca, Muertos (en coautoría con Rodolfo Ybarra), 2002;
- Voces y visiones: recogidas a la sombra del lirio (poesía), Lima, 2015;
- El llamado de Gea - Novela de ciencia ficción (en coautoría con Aland Bisso). Lima, 2013

### Como antologador
- La estirpe del ensueño, (antología de narrativa fantástica peruana), 2007;
- Urge púrpura la niebla (antología de poesía siniestra peruana), 2007;
- Los que moran en las sombras. Asedios al vampiro en la narrativa peruana (en coautoría con Elton Honores), Lima, El Lamparero alucinado, 2010;

## Obra publicada en antologías
- Cuento para jóvenes: Ecuador-Perú, 1998-2011, Lima, Embajada del Ecuador en el Perú/ Universidad Científica del Sur, 2011;